# کدکس لنینگراد

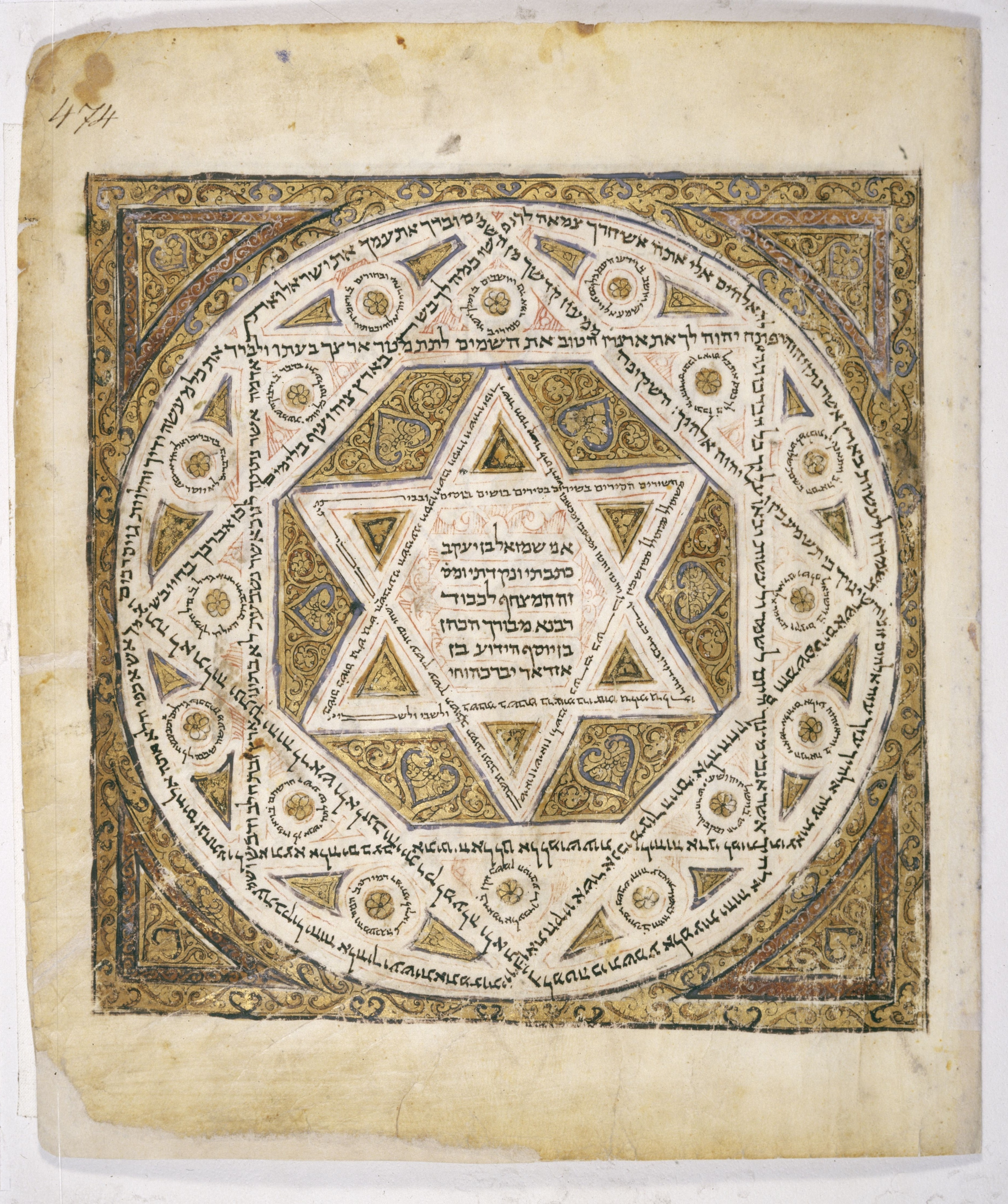
کدکس لنینگراد (صفحه جلد E، برگه 474a)

کدکس لنینگراد (به لاتین: Codex Leningradensis [کتاب لنینگراد]؛ به عبری: כתב יד לנינגרד‎) قدیمی‌ترین نسخه خطی کامل شناخته شده کتاب مقدس عبری به زبان عبری است که از متن ماسورتی و آواز تیبری استفاده می‌کند. با توجه به انجامه آن، در سال ۱۰۰۸ پس از میلاد (یا احتمالاً ۱۰۰۹) در قاهره ساخته شده است.
برخی پیشنهاد کرده‌اند که کدکس لنینگراد در برابر کدکس حلب تصحیح شده است، نسخه خطی کمی قبل‌تر که تا حدی در سده بیستم گم شد. با این حال، پل ای. کاله استدلال می‌کند که نسخه خطی لنینگراد به احتمال زیاد بر اساس نسخه‌های خطی دیگر گمشده خانواده بن اشر بوده است. کدکس حلب چندین دهه قدیمی‌تر است، اما بخش‌هایی از آن پس از شورش‌های ضدیهودی ۱۹۴۷ حلب مفقود شده است، و کدکس لنینگراد را به قدیمی‌ترین کدکس کامل مزورای تیبری تبدیل می‌کند که تا به امروز دست نخورده باقی مانده است.
در دوران مدرن، کدکس لنینگراد به عنوان متن عبری که در بیبلیا هبرایکا بازتولید شده است، مهم است (۱۹۳۷)، بیبلیا هبرایکا ستوتتگرتنسیا (۱۹۷۷) و بیبلیا هبرایکا قینتا (۲۰۰۴–اکنون). همچنین به عنوان منبع اصلی برای بازیابی جزئیات در بخش‌های گمشده کدکس حلب عمل می‌کند.

## نام
کدکس لنینگراد (کدکس یک کتاب دست‌نویس است که در یک طرف صحافی شده است، برخلاف طومار) به این دلیل نامگذاری شده است که از سال ۱۸۶۳ (پیش از سال ۱۹۱۷ به نام کتابخانه عمومی امپراتوری) در کتابخانه ملی روسیه در سن پترزبورگ نگهداری می‌شود. در سال ۱۹۲۴، پس از انقلاب روسیه، پتروگراد (سنت سابق پترزبورگ) به لنینگراد تغییر نام داد، و چون کدکس به عنوان متن اصلی Biblia Hebraica مورد استفاده قرار گرفت. از سال ۱۹۳۷ در سطح بین‌المللی به عنوان «کدکس لنینگراد» شناخته شد. اگرچه نام شهر به سنت اصلی بازسازی شد پترزبورگ پس از انحلال اتحاد جماهیر شوروی در سال ۱۹۹۱، کتابخانه ملی روسیه درخواست کرد که «لنینگراد» به نام کدکس حفظ شود. با این وجود، کدکس گاهی به عنوان کدکس پترسبورگنسیس یا کدکس پتروپولیتانوس یا کدکس سنت پترزبورگ شناخته می‌شود. این مبهم است زیرا از سال ۱۸۷۶، این نام‌ها به کدکس کتاب مقدس دیگری (MS. Heb B 3) اشاره می‌کنند که حتی قدیمی‌تر است (۹۱۶ پس از میلاد)، اما فقط حاوی کتاب‌های انبیاء است.

## مطالب
متن کتاب مقدس همان‌طور که در کدکس یافت می‌شود حاوی متن حروف عبری به همراه حروف صدادار تیبری و نشانه‌های قلاب است. علاوه بر این، متن ماسورتی در حاشیه وجود دارد. همچنین مکمل‌های فنی مختلفی وجود دارد که با جزئیات متنی و زبانی سروکار دارند که بسیاری از آنها به اشکال هندسی نقاشی شده‌اند. کدکس روی پوست نوشته شده و با چرم صحافی شده است.
کدکس لنینگراد، که پس از یک هزار سال در وضعیت فوق‌العاده‌ای بکر قرار داشت، نمونه‌ای از هنر یهودی قرون وسطی را نیز ارائه می‌کند. ۱۶ صفحه شامل نقوش هندسی تزئینی است که بخش‌هایی از متن را روشن می‌کند. صفحه فرش ستاره‌ای را نشان می‌دهد که در لبه‌های آن نام کاتبان و در وسط آن یک تبرک نوشته شده است.
همان‌طور که در بخش محتوا در بالا توضیح داده شد، ترتیب کتاب‌های کدکس لنینگراد از سنت متنی تیبری پیروی می‌کند و با اکثر انجیل‌های عبری مدرن متفاوت است:

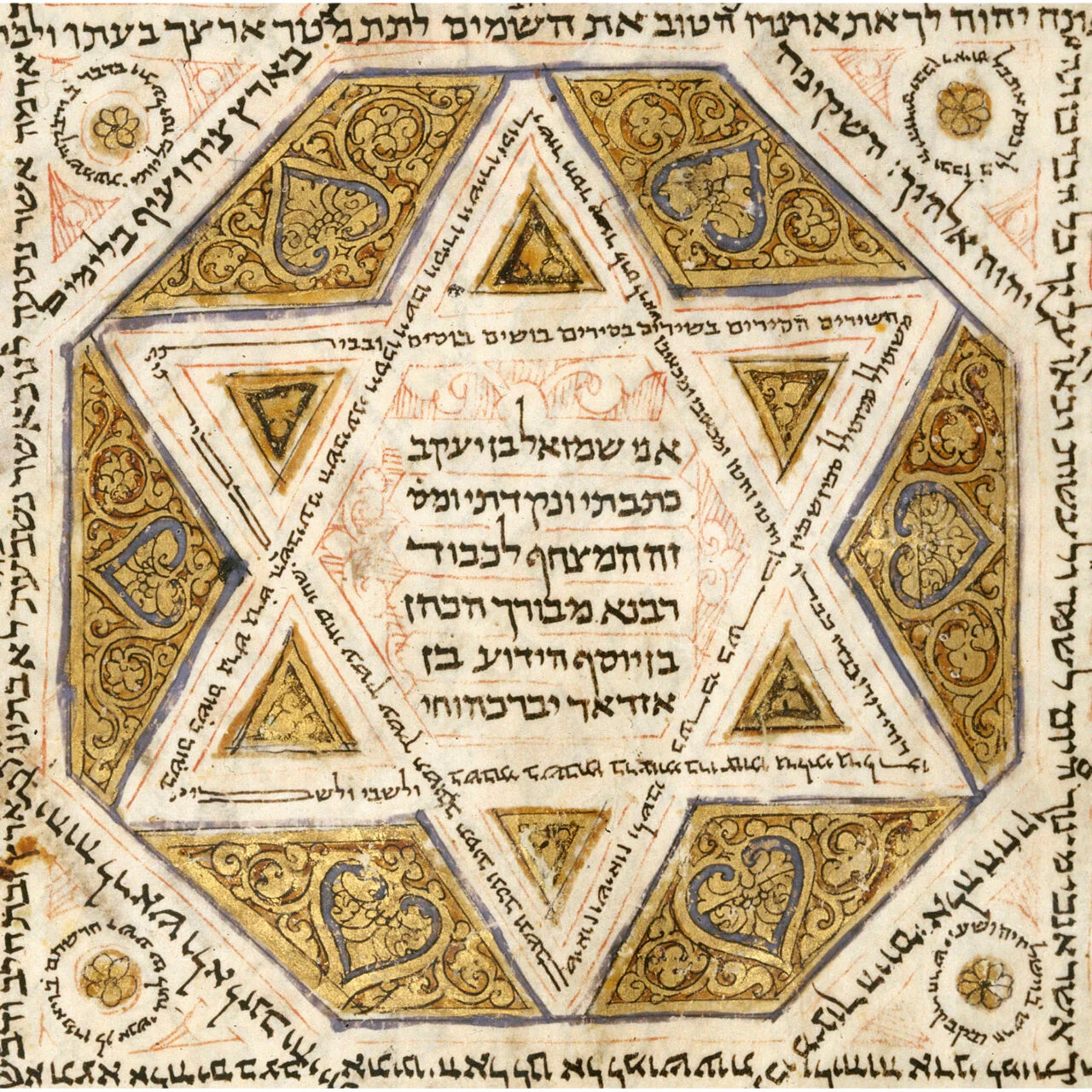
صفحه فرش کدکس لنینگراد
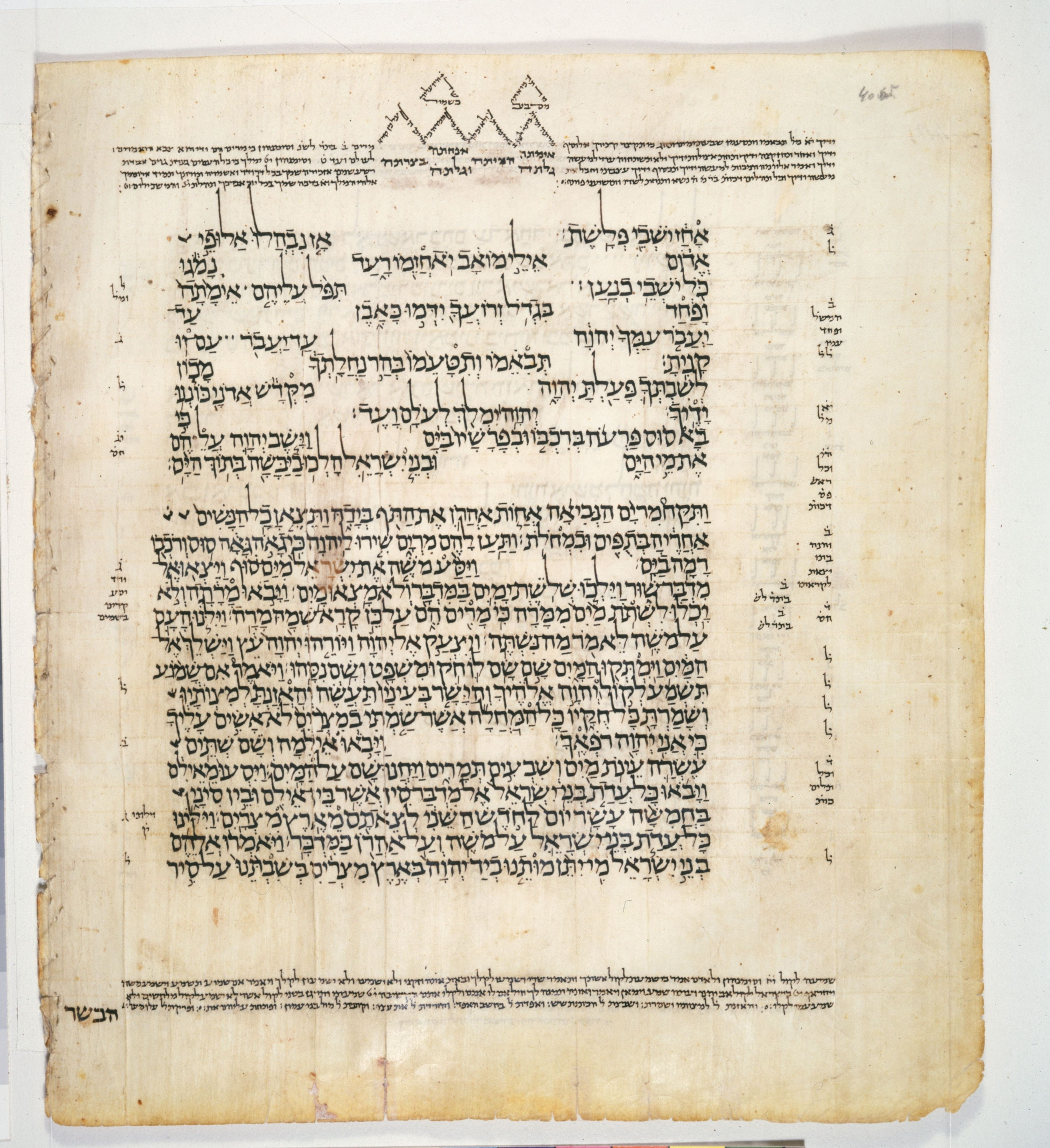
لنینگراد کدکس فولیو ۴۰ ورسو،  اکسودوس 15:14b-16:3a
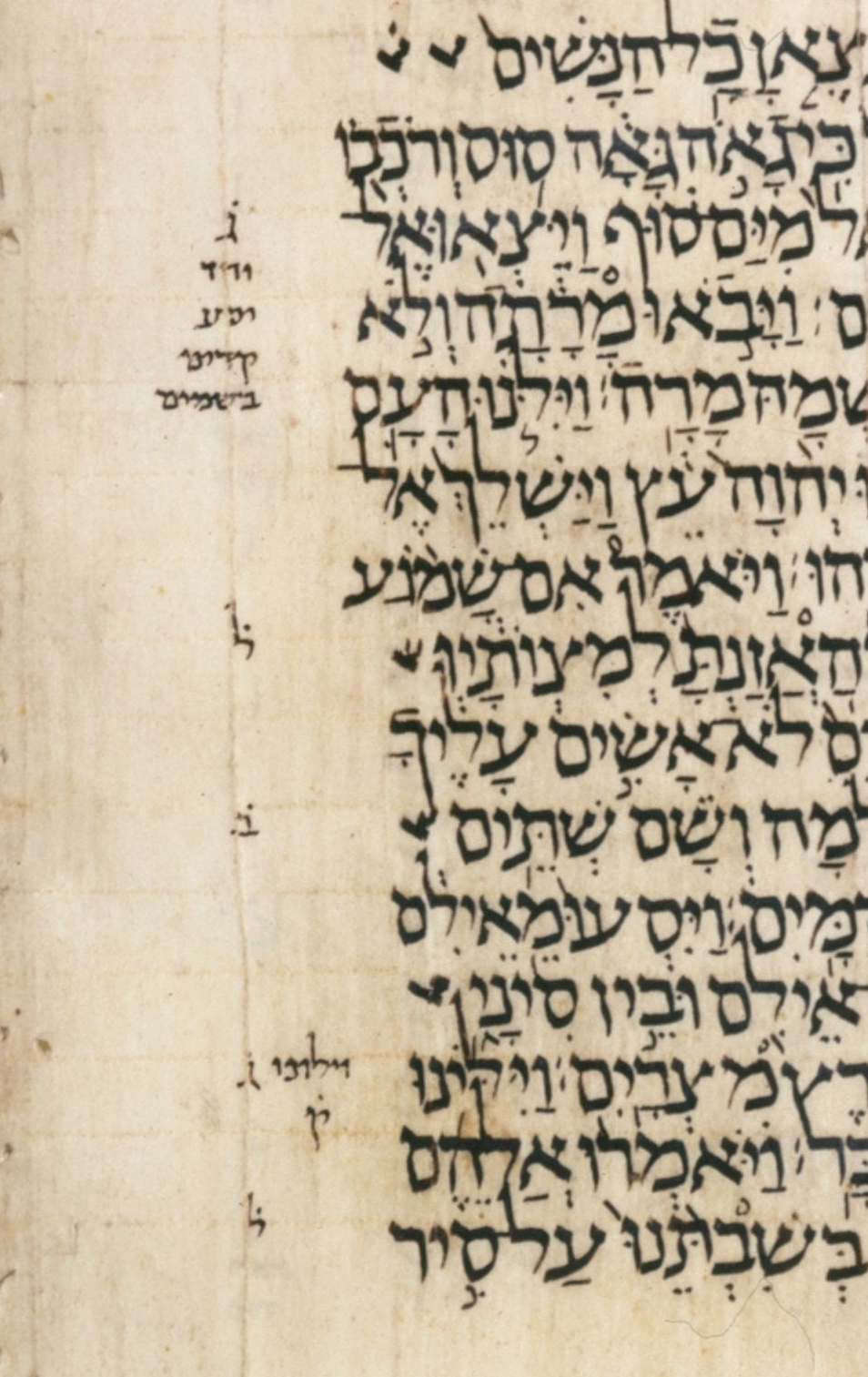
نمونه متن کدکس لنینگراد، بخش‌هایی از خروج ۱۵:۲۱–۱۶:۳
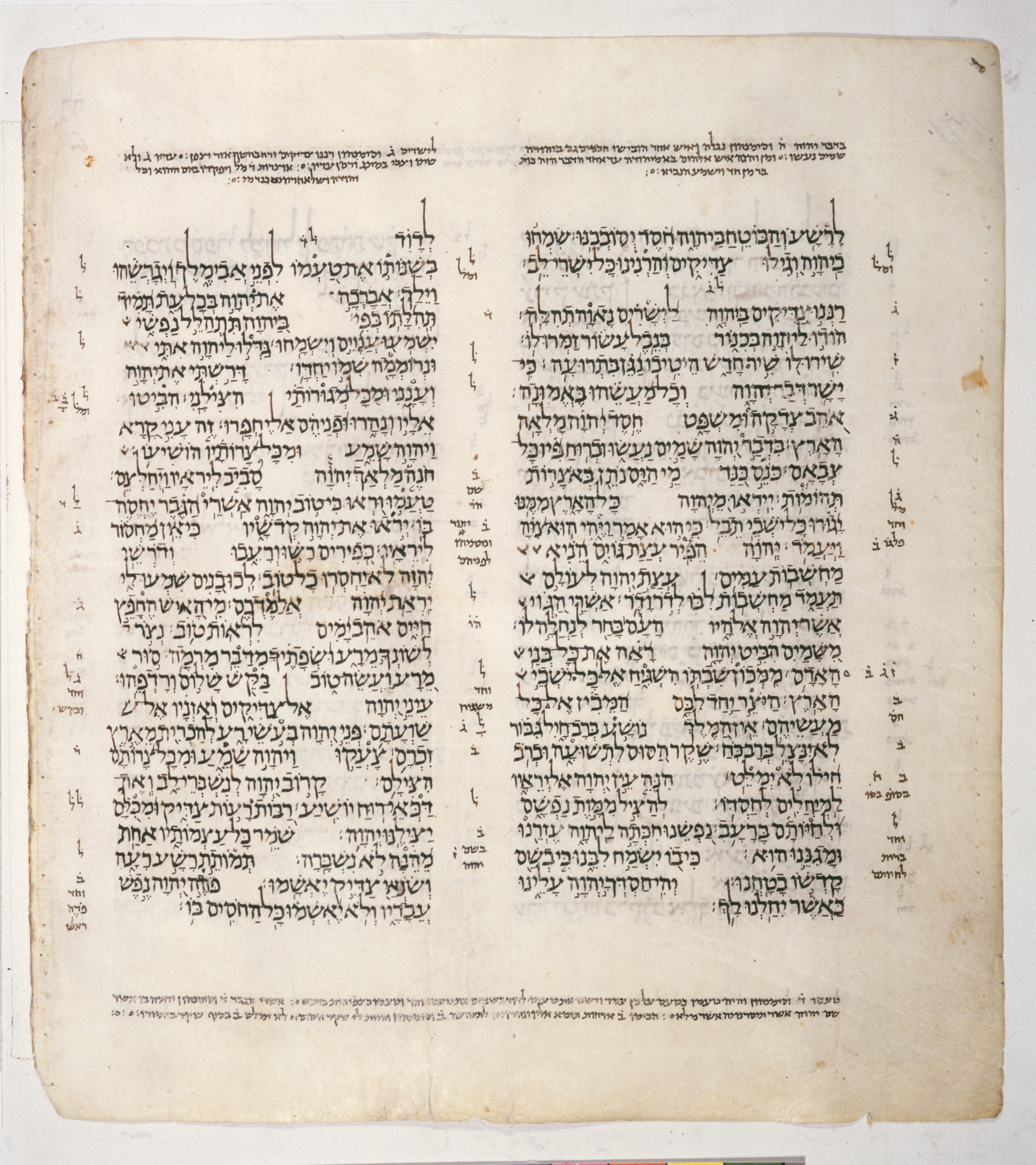
صفحه از کدکس لنینگراد
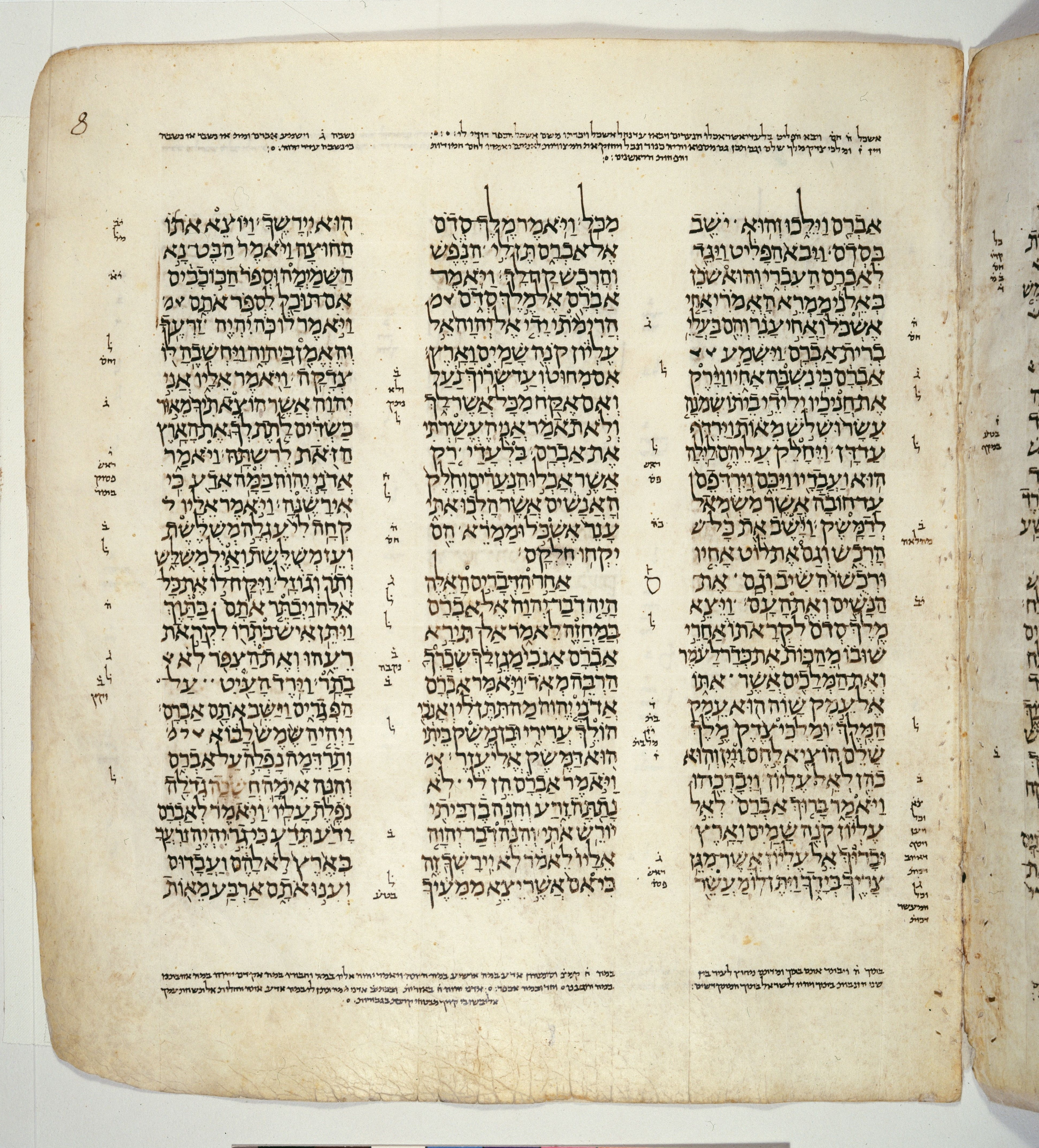
صفحه از کدکس لنینگراد

## تاریخچه
بر پایه انجامه آن، این کد در قاهره از نسخه‌های خطی نوشته شده توسط هارون بن موسی بن عشر کپی شده است. ادعا شده است که محصول خود بن اشر scriptorium است. با این حال، هیچ مدرکی وجود ندارد که بن اشر آن را دیده باشد. برای کدکس مازورتی غیرمعمول، همان مرد (اسماعیل بن یعقوب) صامت‌ها، مصوت‌ها و نت‌های مازورتی را نوشت. در سیستم آوازی آن (نقاط مصوت و آواز) توسط محققان به غیر از کدکس حلب (ویرایش خود بن اشر) وفادارترین نماینده سنت بن عشر است. با این حال، متن نامه آن کامل نیست و در صدها مکان با دستگاه مازورتیک خود در تضاد است. تغییرات و پاک‌سازی‌های متعددی وجود دارد، و موشه گوشن-گوتشتاین پیشنهاد کرد که یک متن موجود که از قوانین بن آشر پیروی نمی‌کند، به شدت اصلاح شده تا با این قوانین مطابقت داشته باشد.
این کدکس اکنون در کتابخانه ملی روسیه نگهداری می‌شود که با عنوان "Firkovich B 19 A" به آن اضافه شده است. مالک سابق آن، مجموعه دار کریمه کارائیت، آبراهام فیرکویچ، در نوشته‌های خود هیچ نشانه‌ای از جایی که او کدکس را به دست آورده است، باقی نگذاشته است، که در سال ۱۸۳۸ به اودسا برده شد و بعداً به کتابخانه امپراتوری سنت پترزبورگ منتقل شد.

## نسخه‌های مدرن

### بیبلیا هبرایکا
در سال ۱۹۳۵، کدکس لنینگراد به مدت دو سال به سمینار عهد عتیق دانشگاه لایپزیگ امانت داده شد، در حالی که پل کاله بر رونویسی آن برای متن عبری نسخه سوم کتاب بیبلیا هبرایکا (BHK)، منتشر شده در اشتوتگارت، ۱۹۳۷ نظارت داشت. این کدکس همچنین برای بیبلیا هبرایکا اشتوتگارتنزیا (BHS) در سال ۱۹۷۷ استفاده شد و برای بیبلیا هبرایکا قینتا (BHQ) استفاده می‌شود.
کدکس لنینگراد به‌عنوان اثری اصلی از ماسوره‌های تیبری، چندین سده قدیمی‌تر از سایر نسخه‌های خطی عبری بود که تا پیش از بیبلیا هبرایکا برای تمام نسخه‌های پیشین انجیل‌های چاپی عبری استفاده می‌شد.
کدکس وستمینستر لنینگراد نسخه دیجیتالی کدکس لنینگراد است که توسط مرکز پژوهش‌های پیشرفته کتاب مقدس J. Alan Groves نگهداری می‌شود. این یک نسخه تأیید شده از متن میشیگان-کلارمونت است که از BHS در دانشگاه میشیگان در سال‌های ۱۹۸۱ تا ۱۹۸۲ به سرپرستی H. Van Dyke Parunak (از دانشگاه میشیگان) و Richard E. Whitaker (از مؤسسه دوران باستان و مسیحیت، دانشگاه فارغ‌التحصیل کلرمونت) با بودجه بنیاد پاکارد و دانشگاه میشیگان، با تصحیح و تصحیح بیشتر. این نسخه شامل یادداشت‌های رونویسی و ابزارهایی برای تجزیه و تحلیل نحو است.

### نسخه‌های یهودی
کدکس لنینگراد همچنین به‌عنوان پایه‌ای برای دو نسخه جدید یهودی از کتاب مقدس عبری (تنخ) عمل کرد:
- نسخه دوتان (که به صورت انبوه به عنوان تاناک رسمی نیروهای دفاعی اسرائیل در طول دهه ۱۹۹۰ میان سربازان توزیع شد).
- جی‌پی‌اس عبری-انگلیسی تنخ (فیلادلفیا، ۱۹۹۹) و جلدهای مختلف جی‌پی‌اس تفسیر تورات و جی‌پی‌اس تفسیر کتاب مقدس از متن وست مینستر که در بالا توضیح داده شد استفاده می‌کنند.
- اتزهایم، تورات و تفسیر جنبش محافظه‌کار.[۵]

(برخلاف تصور رایج همان‌طور که پیشتر در این صفحه گفته شد، نسخه‌های کره‌ای تناخ اساساً بر اساس کدکس لنینگراد نیست، بلکه بر اساس نسخه دوم Mikraot Gedolot منتشر شده توسط دانیل بومبرگ در ونیز در سال ۱۵۲۵ است، با تغییراتی در متن بر اساس‌های خطی قدیمی که توسط ناشر نام برده نشده است، ممکن است، همان‌طور که برخی ادعا کرده‌اند، کدکس لنینگراد در میان موارد استفاده شده باشد، اما به‌طور مشخص توسط ناشر نامی برده نشده است)
با این حال، برای جزئیات جزئی ماسورتیک، پژهشگران اسرائیلی و یهودی ترجیح مشخصی برای نسخه‌های عبری مدرن مبتنی بر کدکس حلب نشان داده‌اند. این نسخه‌ها از کدکس لنینگراد به عنوان مهم‌ترین منبع (اما نه تنها منبع) برای بازسازی بخش‌هایی از کدکس حلب استفاده می‌کنند که از سال ۱۹۴۷ مفقود شده‌اند.

## دنباله کتاب‌ها

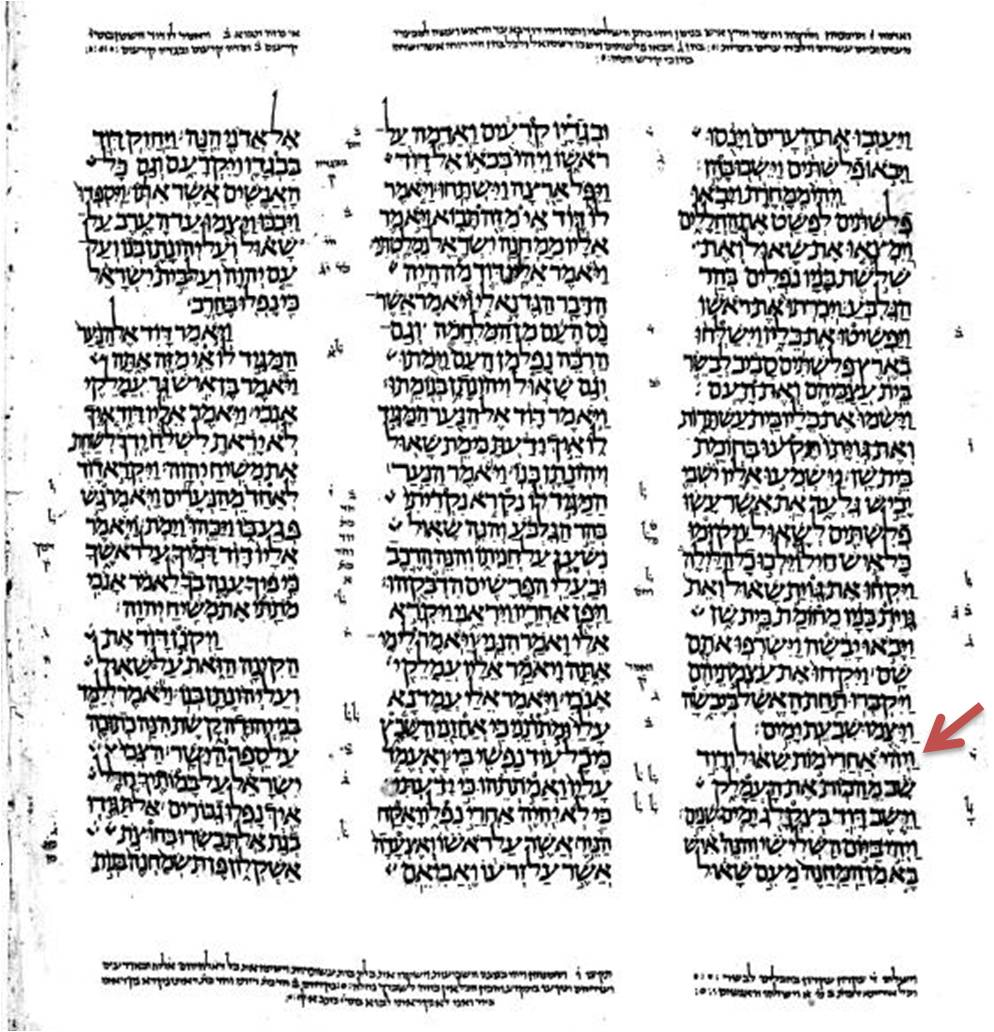
کدکس لنینگراد - ص341

همان‌طور که در بخش محتوا در بالا توضیح داده شد، ترتیب کتاب‌های کدکس لنینگراد از سنت متنی تیبری پیروی می‌کند و با اکثر انجیل‌های عبری مدرن متفاوت است:

### تورات
۱. پیدایش [בראשית / بریشیت]
۲. خروج [שמות / شموت]
۳. لاویان [ויקרא / وایکرا]
۴. اعداد [במדבר / بامیدبار]
۵. تثنیه [דברים / دیواریم]

### کتاب‌های انبیاء
۶. یوشع [יהושע / یهوشوا]
۷. داوران [שופטים / شوفتیم]
۸. سموئیل (I & II) [שמואל / شموئل]
۹. پادشاهان (I & II) [מלכים / ملاخیم]
۱۰. اشعیا [ישעיהו / یشایاهو]
۱۱. ارمیا [ירמיהו / یرمیاهو]
۱۲. حزقیال [יחזקאל / یحزقل]
۱۳. دوازده پیامبر [תרי עשר]
الف. هوشع [הושע / هوشیا]
ب. یوئیل [יואל / یوئل]
پ. عاموس [עמוס / آموس]
ت. عوبدیا [עובדיה / اوادیا]
ث. یونس [יונה / یونا]
ج. میکاه [מיכה / میخاه]
چ. ناحوم [נחום / ناچوم]
ح. حبقوق חבקוק / حباکوک]
خ. صفنیا [צפניה / تسفانیاه]
د. حجی [חגי / هاگی]
ذ. زکریا [ זכריה / زخاریا
ر. ملاکی [מלאכי / ملاخی]

### مکتوبات
۱۴. تواریخ (I & II) [דברי הימים / دیوری هیامیم]
"سیفری امت"، "کتاب‌های حقیقت":
۱۵. مزامیر [תהלים / تهیلیم]
۱۶. ایوب [איוב / آیوف]
۱۷. امثال سلیمان [משלי / میشلی]
"پنج مگیلوت" یا "پنج طومار":
۱۸. روت [רות / روت]
۱۹. آهنگ آوازها [שיר השירים / شیر هاشیریم]
۲۰. جامعه [קהלת / کوهلت]
۲۱. نمراثی [איכה / ایخا]
۲۲. استر [אסתר / استر]
دیگر "نوشته‌ها":
۲۳. دانیال [דניאל / دانیال]
۲۴. عزرا–نحمیا [עזרא ונחמיה / عزرا و نحمیا]